# Martijn Keizer
Pour l’article homonyme, voir Keizer (homonymie).
Martijn Keizer, né le 25 mars 1988 à Muntendam, est un coureur cycliste néerlandais, professionnel depuis 2011.

## Biographie
En 2005 et 2006, Martijn Keizer est champion des Pays-Bas contre-la-montre juniors. De 2007 à 2010, il est membre de l'équipe Rabobank Continental, réserve de l'équipe ProTour Rabobank. Il remporte en 2007 le Tour du Haut Anjou. En 2010, il remporte le championnat des Pays-Bas contre-la-montre espoirs, après être monté sur le podium les deux années précédentes. Il gagne également cette année-là une étape du Tour de Bretagne et le prologue du Circuito Montañés. Il participe au championnat du monde du contre-la-montre des moins de 23 ans en 2008 (37e), et 2010 (27e), et de la course en ligne dans cette catégorie en 2009 (abandon).
En 2011, il devient professionnel au sein de l'équipe Vacansoleil-DCM, qui obtient cette année-là le statut de ProTeam et lui fait signer un contrat de deux ans. Il remporte les Boucles de l'Aulne et se classe troisième du championnat des Pays-Bas du contre-la-montre. Durant l'été, il participe au Tour d'Espagne, son premier grand tour, qu'il termine à la 153e place. En janvier 2012 au Grand Prix d'ouverture La Marseillaise, il est victime d'une chute qui lui cause des fractures à une clavicule et une main. Il reprend la compétition un mois plus tard lors de la Clásica de Almería. Il prend part aux Tours d'Italie et d'Espagne. Il dispute le premier championnat du monde du contre-la-montre par équipes de marques avec Vacansoleil, qui prend la douzième place. En 2013, il participe au Tour d'Italie.
L'équipe Vacansoleil disparaît à la fin de l'année 2013. Martijn Keizer s'engage pour 2014 avec l'équipe continentale Veranclassic-Doltcini. Il est cependant recruté en février de cette année par Belkin, et retrouve ainsi le WorldTour.
Fin 2015 il renouvelle son contrat avec la formation néerlandaise Lotto NL-Jumbo.

## Palmarès

### Palmarès amateur
| - 2003 - Champion des Pays-Bas du contre-la-montre cadets - 2004 - 3e du championnat des Pays-Bas du contre-la-montre cadets - 2005 - Champion des Pays-Bas du contre-la-montre juniors - Classement général du Grand Prix Rüebliland - 2006 - Champion des Pays-Bas du contre-la-montre juniors - 2007 - Tour du Haut Anjou : - Classement général - 2e étape (contre-la-montre) | - 2008 - 2e du championnat des Pays-Bas du contre-la-montre espoirs - 2009 - 3e du championnat des Pays-Bas du contre-la-montre espoirs - 2010 - Champion des Pays-Bas du contre-la-montre espoirs - 2e étape du Tour de Bretagne (contre-la-montre) - Prologue du Circuito Montañés - 9e de Liège-Bastogne-Liège espoirs |  |

### Palmarès professionnel
- 2011
  - Boucles de l'Aulne
  - 3e du championnat des Pays-Bas du contre-la-montre
  - 3e du Duo normand (avec Jens Mouris)
- 2015
  - 2e de l'Eurométropole Tour

## Résultats sur les grands tours

### Tour d'Italie
6 participations
- 2012 : 126e
- 2013 : 101e
- 2014 : 67e
- 2015 : 56e
- 2016 : 102e
- 2017 : 116e

### Tour d'Espagne
5 participations
- 2011 : 153e
- 2012 : 102e
- 2014 : 80e
- 2015 : 153e
- 2016 : 137e

## Classements mondiaux
| Année           | 2007 | 2008 | 2009 | 2010 | 2011 | 2012 | 2013 | 2014 | 2015 |
| --------------- | ---- | ---- | ---- | ---- | ---- | ---- | ---- | ---- | ---- |
| UCI World Tour  |      |      |      |      | nc   | nc   | nc   | nc   | nc   |
| UCI Europe Tour | 249e | 702e | 759e | 364e |      |      |      |      |      |